# Championnat du monde de saut à ski
Cette page recense les médaillés des championnats du monde de saut à ski, qui ont lieu depuis 1925 et sont désormais organisés tous les deux ans. Ces médailles sont attribuées lors des championnats du monde de ski nordique à l'issue des épreuves de saut à ski.

## Épreuves
La liste suivante indique quand de nouveaux événements ont été ajoutés pour la première fois :
- 1925 : première édition à Johannisbad (Tchécoslovaquie) avec l'épreuve de saut à ski (H).
- 1962 : ajout de l'épreuve sur tremplin normal (H).
- 1982 : ajout de l'épreuve par équipe sur grand tremplin (H).
- 1984 : seulement l'épreuve non-olympique : grand tremplin par équipe.
- 2001 : ajout de l'épreuve par équipe sur tremplin normal (H).
- 2009 : ajout de l'épreuve sur tremplin normal (F).
- 2013 : ajout de l'épreuve sur tremplin normal par équipe mixte qui remplace l'épreuve sur tremplin normal par équipe (H).
- 2019 : ajout de l'épreuve par équipe de tremplin normal (F).
- 2021 : ajout de l'épreuve sur grand tremplin (F).

| Sexe   | Épreuve    | Tremplin                      | Éditions  | Nombre        |
| ------ | ---------- | ----------------------------- | --------- | ------------- |
| Hommes | Individuel | Grand Tremplin (Large Hill)   | 1925-     | 55 (en cours) |
| Hommes | Individuel | Tremplin Normal (Normal Hill) | 1962-     | 32 (en cours) |
| Hommes | Équipe     | Grand Tremplin (Large Hill)   | 1982-     | 22 (en cours) |
| Hommes | Équipe     | Tremplin Normal (Normal Hill) | 2001-2011 | 3             |
| Femmes | Individuel | Grand Tremplin (Large Hill)   | 2021-     | 2 (en cours)  |
| Femmes | Individuel | Tremplin Normal (Normal Hill) | 2009-     | 8 (en cours)  |
| Femmes | Équipe     | Tremplin Normal (Normal Hill) | 2019-     | 3 (en cours)  |
| Mixte  | Équipe     | Tremplin Normal (Normal Hill) | 2013-     | 6 (en cours)  |

## Hommes

### Individuel - Grand Tremplin
L'épreuve individuelle sur grand tremplin est l'une des trois seules épreuves disputées à tous les championnats du monde de ski nordique.
| Edition | Lieu              | Date       | Tremplin | Médaille d'or, monde  | Médaille d'argent, monde | Médaille de bronze, monde  |
| 1925    | Johannisbad       | 12 février | K45      | Willen Dick           | Henry Ljungmann          | František Wende            |
| 1926    | Lahti             | 4 février  | K40      | Jacob Tullin Thams    | Otto Aasen               | Georg Østerholt            |
| 1927    | Cortina d'Ampezzo | 2 février  | K50      | Tore Edman            | Willen Dick              | Bertil Carlsson            |
| 1929    | Zakopane          | 5 février  | K60      | Sigmund Ruud          | Kristian Johansson       | Hans Kleppen               |
| 1930    | Oslo              | 27 février | K50      | Gunnar Andersen       | Reidar Andersen          | Sigmund Ruud               |
| 1931    | Oberhof           | 13 février | K55      | Birger Ruud           | Fritz Kaufmann           | Sven Eriksson              |
| 1933    | Innsbruck         | 8 février  | K70      | Marcel Reymond        | Rudolf Burkert           | Sven Eriksson              |
| 1934    | Sollefteå         | 20 février | K60      | Kristian Johansson    | Arne Hovde               | Sven Eriksson              |
| 1935    | Vysoké Tatry      | 13 février | K55      | Birger Ruud (2)       | Reidar Andersen          | Alf Andersen               |
| 1937    | Chamonix          | 12 février | K60      | Birger Ruud (3)       | Reidar Andersen          | Sigurd Solid               |
| 1938    | Lahti             | 27 février | K65      | Asbjørn Ruud          | Stanisław Marusarz       | Hilmar Myhra               |
| 1939    | Zakopane          | 11 février | K75      | Sepp Bradl            | Birger Ruud              | Arnholdt Kongsgaard        |
| 1950    | Lake Placid       | 1 février  | K80      | Hans Bjørnstad        | Thure Lindgren           | Arnfinn Bergmann           |
| 1954    | Falun             | 15 février | K80      | Matti Pietikäinen     | Veikko Heinonen          | Bror Östman                |
| 1958    | Lahti             | 1 mars     | K70      | Juhani Kärkinen       | Ensio Hyytiä             | Helmut Recknagel           |
| 1962    | Zakopane          | 25 février | K90      | Helmut Recknagel      | Nikolaj Kamenski         | Niilo Halonen              |
| 1966    | Oslo              | 17 février | K85      | Bjørn Wirkola         | Takashi Fujisawa         | Kjell Sjöberg              |
| 1970    | Vysoké Tatry      | 21 février | K100     | Gariy Napalkov        | Jiří Raška               | Daniel-Stanislaw Gąsienica |
| 1974    | Falun             | 23 février | K100     | Hans-Georg Aschenbach | Heinz Wossipiwo          | Rudolf Höhnl               |
| 1978    | Lahti             | 25 février | K110     | Tapio Räisänen        | Alois Lipburger          | Falko Weißpflog            |
| 1982    | Oslo              | 28 février | K105     | Matti Nykänen         | Olav Hansson             | Armin Kogler               |
| 1985    | Seefeld           | 20 January | K109     | Per Bergerud          | Jari Puikkonen           | Matti Nykänen              |
| 1987    | Oberstdorf        | 15 février | K115     | Andreas Felder        | Vegard Opaas             | Ernst Vettori              |
| 1989    | Lahti             | 20 février | K114     | Jari Puikkonen        | Jens Weißflog            | Matti Nykänen              |
| 1991    | Val di Fiemme     | 10 février | K115     | Franci Petek          | Rune Olijnyk             | Jens Weißflog              |
| 1993    | Falun             | 21 février | K115     | Espen Bredesen        | Jaroslav Sakala          | Andreas Goldberger         |
| 1995    | Thunder Bay       | 18 mars    | K120     | Tommy Ingebrigtsen    | Andreas Goldberger       | Jens Weißflog              |
| 1997    | Trondheim         | 1 mars     | K120     | Masahiko Harada       | Dieter Thoma             | Sylvain Freiholz           |
| 1999    | Ramsau            | 21 février | K120     | Martin Schmitt        | Sven Hannawald           | Hideharu Miyahira          |
| 2001    | Lahti             | 19 février | K116     | Martin Schmitt (2)    | Adam Małysz              | Janne Ahonen               |
| 2003    | Val di Fiemme     | 22 février | K120     | Adam Małysz           | Matti Hautamäki          | Noriaki Kasai              |
| 2005    | Oberstdorf        | 25 février | HS137    | Janne Ahonen          | Roar Ljøkelsøy           | Jakub Janda                |
| 2007    | Sapporo           | 24 février | HS134    | Simon Ammann          | Harri Olli               | Roar Ljøkelsøy             |
| 2009    | Liberec           | 27 février | HS134    | Andreas Küttel        | Martin Schmitt           | Anders Jacobsen            |
| 2011    | Oslo              | 3 mars     | HS134    | Gregor Schlierenzauer | Thomas Morgenstern       | Simon Ammann               |
| 2013    | Val di Fiemme     | 27 février | HS134    | Kamil Stoch           | Peter Prevc              | Anders Jacobsen            |
| 2015    | Falun             | 26 février | HS134    | Severin Freund        | Gregor Schlierenzauer    | Rune Velta                 |
| 2017    | Lahti             | 2 mars     | HS130    | Stefan Kraft          | Andreas Wellinger        | Piotr Żyła                 |
| 2019    | Seefeld           | 23 février | HS130    | Markus Eisenbichler   | Karl Geiger              | Killian Peier              |
| 2021    | Oberstdorf        | 5 mars     | HS137    | Stefan Kraft (2)      | Robert Johansson         | Karl Geiger                |
| 2023    | Planica           | 3 mars     | HS138    | Timi Zajc             | Ryōyū Kobayashi          | Dawid Kubacki              |

### Individuel - Tremplin Normal
| Edition | Lieu          | Date       | Tremplin | Médaille d'or, monde  | Médaille d'argent, monde | Médaille de bronze, monde |
| 1962    | Zakopane      | 21 février | K65      | Toralf Engan          | Antoni Łaciak            | Helmut Recknagel          |
| 1966    | Oslo          | 23 février | K75      | Bjørn Wirkola         | Dieter Neuendorf         | Paavo Lukkariniemi        |
| 1970    | Vysoké Tatry  | 14 février | K80      | Gariy Napalkov        | Yukio Kasaya             | Lars Grini                |
| 1974    | Falun         | 16 février | K85      | Hans-Georg Aschenbach | Dietrich Kampf           | Aleksej Borovitin         |
| 1978    | Lahti         | 18 février | K85      | Matthias Buse         | Henry Glaß               | Aleksej Borovitin         |
| 1982    | Oslo          | 21 février | K85      | Armin Kogler          | Jari Puikkonen           | Ole Bremseth              |
| 1985    | Seefeld       | 26 January | K90      | Jens Weißflog         | Andreas Felder           | Per Bergerud              |
| 1987    | Oberstdorf    | 20 février | K90      | Jiří Parma            | Matti Nykänen            | Vegard Opaas              |
| 1989    | Lahti         | 26 février | K90      | Jens Weißflog (2)     | Ari-Pekka Nikkola        | Heinz Kuttin              |
| 1991    | Val di Fiemme | 16 février | K90      | Heinz Kuttin          | Kent Johanssen           | Ari-Pekka Nikkola         |
| 1993    | Falun         | 27 février | K90      | Masahiko Harada       | Andreas Goldberger       | Jaroslav Sakala           |
| 1995    | Thunder Bay   | 12 mars    | K90      | Takanobu Okabe        | Hiroya Saitō             | Mika Laitinen             |
| 1997    | Trondheim     | 22 février | K90      | Janne Ahonen          | Masahiko Harada          | Andreas Goldberger        |
| 1999    | Ramsau        | 26 février | K90      | Kazuyoshi Funaki      | Hideharu Miyahira        | Masahiko Harada           |
| 2001    | Lahti         | 23 février | K90      | Adam Małysz           | Martin Schmitt           | Martin Höllwarth          |
| 2003    | Val di Fiemme | 28 février | K95      | Adam Małysz (2)       | Tommy Ingebrigtsen       | Noriaki Kasai             |
| 2005    | Oberstdorf    | 19 février | HS100    | Rok Benkovič          | Jakub Janda              | Janne Ahonen              |
| 2007    | Sapporo       | 3 mars     | HS100    | Adam Małysz (3)       | Simon Ammann             | Thomas Morgenstern        |
| 2009    | Liberec       | 21 février | HS100    | Wolfgang Loitzl       | Gregor Schlierenzauer    | Simon Ammann              |
| 2011    | Oslo          | 26 février | HS106    | Thomas Morgenstern    | Andreas Kofler           | Adam Malysz               |
| 2013    | Val di Fiemme | 23 février | HS106    | Anders Bardal         | Gregor Schlierenzauer    | Peter Prevc               |
| 2015    | Falun         | 21 février | HS100    | Rune Velta            | Severin Freund           | Stefan Kraft              |
| 2017    | Lahti         | 25 février | HS100    | Stefan Kraft          | Andreas Wellinger        | Markus Eisenbichler       |
| 2019    | Seefeld       | 1 mars     | HS109    | Dawid Kubacki         | Kamil Stoch              | Stefan Kraft              |
| 2021    | Oberstdorf    | 27 février | HS106    | Piotr Żyła            | Karl Geiger              | Anže Lanišek              |
| 2023    | Planica       | 25 février | HS100    | Piotr Żyła (2)        | Andreas Wellinger        | Karl Geiger               |

### Équipe - Grand Tremplin
| Edition | Lieu          | Date       | Tremplin | Médaille d'or, monde                                                                        | Médaille d'argent, monde                                                                           | Médaille de bronze, monde                                                                    |
| 1982    | Oslo          | 26 février | K105     | Norvège- Johan Sætre - Per Bergerud - Ole Bremseth - Olav Hansson                           | Autriche- Hans Wallner - Hubert Neuper - Armin Kogler - Andreas Felder                             | Finlande- Keijo Korhonen - Jari Puikkonen - Pentti Kokkonen - Matti Nykänen                  |
| 1984    | Engelberg     | 26 février | K120     | Finlande- Markku Pusenius - Pentti Kokkonen - Jari Puikkonen - Matti Nykänen                | Allemagne de l'Est- Ulf Findeisen - Matthias Buse - Klaus Ostwald - Jens Weißflog                  | Tchécoslovaquie- Ladislav Dluhoš - Vladimír Podzimek - Jiří Parma - Pavel Ploc               |
| 1985    | Seefeld       | 22 January | K109     | Finlande- Tuomo Ylipulli - Pentti Kokkonen - Matti Nykänen - Jari Puikkonen                 | Autriche- Andreas Felder - Armin Kogler - Günther Stranner - Ernst Vettori                         | Allemagne de l'Est- Frank Sauerbrey - Manfred Deckert - Klaus Ostwald - Jens Weißflog        |
| 1987    | Oberstdorf    | 17 février | K115     | Finlande- Matti Nykänen - Ari-Pekka Nikkola - Tuomo Ylipulli - Pekka Suorsa                 | Norvège- Ole Christian Eidhammer - Hroar Stjernen - Ole Gunnar Fidjestøl - Vegard Opaas            | Autriche- Ernst Vettori - Richard Schallert - Franz Neuländtner - Andreas Felder             |
| 1989    | Lahti         | 22 février | K114     | Finlande- Ari-Pekka Nikkola - Jari Puikkonen - Matti Nykänen - Risto Laakkonen              | Norvège- Magne Johansen - Clas Brede Bråthen - Ole Gunnar Fidjestøl - Jon Inge Kjørum              | Tchécoslovaquie- Jiří Parma - Martin Švagerko - Ladislav Dluhoš - Pavel Ploc                 |
| 1991    | Val di Fiemme | 8 février  | K115     | Autriche- Heinz Kuttin - Ernst Vettori - Stefan Horngacher - Andreas Felder                 | Finlande- Ari-Pekka Nikkola - Raimo Ylipulli - Vesa Hakala - Risto Laakonen                        | Allemagne- Heiko Hunger - André Kiesewetter - Dieter Thoma - Jens Weißflog                   |
| 1993    | Falun         | 23 février | K115     | Norvège- Bjørn Myrbakken - Helge Brendryen - Øyvind Berg - Espen Bredesen                   | Tchéquie- František Jež - Jiří Parma - Jaroslav Sakala - Martin Švagerko                           | Autriche- Ernst Vettori - Heinz Kuttin - Stefan Horngacher - Andreas Goldberger              |
| 1995    | Thunder Bay   | 16 mars    | K120     | Finlande- Jani Soininen - Janne Ahonen - Mika Laitinen - Ari-Pekka Nikkola                  | Allemagne- Jens Weißflog - Gerd Siegmund - Hansjörg Jäkle - Dieter Thoma                           | Japon- Takanobu Okabe - Jinya Nishikata - Hiroya Saitō - Naoki Yasuzaki                      |
| 1997    | Trondheim     | 27 février | K120     | Finlande- Ari-Pekka Nikkola - Jani Soininen - Mika Laitinen - Janne Ahonen                  | Japon- Kazuyoshi Funaki - Takanobu Okabe - Masahiko Harada - Hiroya Saitō                          | Allemagne- Christof Duffner - Martin Schmitt - Hansjörg Jäkle - Dieter Thoma                 |
| 1999    | Ramsau        | 20 février | K120     | Allemagne- Sven Hannawald - Christof Duffner - Dieter Thoma - Martin Schmitt                | Japon- Noriaki Kasai - Hideharu Miyahira - Masahiko Harada - Kazuyoshi Funaki                      | Autriche- Andreas Widhölzl - Martin Höllwarth - Reinhard Schwarzenberger - Stefan Horngacher |
| 2001    | Lahti         | 21 février | K116     | Allemagne- Sven Hannawald - Michael Uhrmann - Alexander Herr - Martin Schmitt               | Finlande- Risto Jussilainen - Jani Soininen - Ville Kantee - Janne Ahonen                          | Autriche- Andreas Goldberger - Wolfgang Loitzl - Martin Höllwarth - Stefan Horngacher        |
| 2003    | Val di Fiemme | 23 février | K120     | Finlande- Janne Ahonen - Tami Kiuru - Arttu Lappi - Matti Hautamäki                         | Japon- Kazuyoshi Funaki - Akira Higashi - Hideharu Miyahira - Noriaki Kasai                        | Norvège- Tommy Ingebrigtsen - Lars Bystøl - Sigurd Pettersen - Bjørn Einar Romøren           |
| 2005    | Oberstdorf    | 26 février | HS137    | Autriche- Wolfgang Loitzl - Andreas Widhölzl - Thomas Morgenstern - Martin Höllwarth        | Finlande- Risto Jussilainen - Tami Kiuru - Matti Hautamäki - Janne Ahonen                          | Norvège- Bjørn Einar Romøren - Sigurd Pettersen - Lars Bystøl - Roar Ljøkelsøy               |
| 2007    | Sapporo       | 25 février | HS134    | Autriche- Wolfgang Loitzl - Gregor Schlierenzauer - Andreas Kofler - Thomas Morgenstern     | Norvège- Tom Hilde - Anders Bardal - Anders Jacobsen - Roar Ljøkelsøy                              | Japon- Shōhei Tochimoto - Takanobu Okabe - Daiki Itō - Noriaki Kasai                         |
| 2009    | Liberec       | 28 février | HS134    | Autriche- Wolfgang Loitzl - Martin Koch - Thomas Morgenstern - Gregor Schlierenzauer        | Norvège- Anders Bardal - Tom Hilde - Johan Remen Evensen - Anders Jacobsen                         | Japon- Shōhei Tochimoto - Takanobu Okabe - Daiki Itō - Noriaki Kasai                         |
| 2011    | Oslo          | 5 mars     | HS134    | Autriche- Gregor Schlierenzauer - Martin Koch - Andreas Kofler - Thomas Morgenstern         | Norvège- Anders Jacobsen - Bjoern Einar Romoeren - Anders Bardal - Tom Hilde                       | Slovénie- Peter Prevc - Jurij Tepeš - Jernej Damjan - Robert Kranjec                         |
| 2013    | Val di Fiemme | 2 mars     | HS134    | Autriche- Wolfgang Loitzl - Manuel Fettner - Thomas Morgenstern (5) - Gregor Schlierenzauer | Allemagne- Andreas Wank - Severin Freund - Michael Neumayer - Richard Freitag                      | Pologne- Maciej Kot - Piotr Żyła - Dawid Kubacki - Kamil Stoch                               |
| 2015    | Falun         | 28 février | HS134    | Norvège- Anders Bardal - Anders Jacobsen - Anders Fannemel - Rune Velta                     | Autriche- Stefan Kraft - Michael Hayböck - Manuel Poppinger - Gregor Schlierenzauer                | Pologne- Piotr Żyła - Klemens Murańka - Jan Ziobro - Kamil Stoch                             |
| 2017    | Lahti         | 4 mars     | HS130    | Pologne- Piotr Żyła - Dawid Kubacki - Maciej Kot - Kamil Stoch                              | Norvège- Anders Fannemel - Johann André Forfang - Daniel-André Tande - Andreas Stjernen            | Autriche- Michael Hayböck - Manuel Fettner - Gregor Schlierenzauer - Stefan Kraft            |
| 2019    | Seefeld       | 24 février | HS130    | Allemagne- Karl Geiger - Richard Freitag - Stephan Leyhe - Markus Eisenbichler              | Autriche- Philipp Aschenwald - Michael Hayböck - Daniel Huber - Stefan Kraft                       | Japon- Yukiya Satō - Daiki Itō - Junshirō Kobayashi - Ryōyū Kobayashi                        |
| 2021    | Oberstdorf    | 6 mars     | HS137    | Allemagne- Pius Paschke - Severin Freund - Markus Eisenbichler - Karl Geiger                | Autriche- Philipp Aschenwald - Jan Hörl - Daniel Huber - Stefan Kraft                              | Pologne- Piotr Żyła - Andrzej Stękała - Kamil Stoch - Dawid Kubacki                          |
| 2023    | Planica       | 4 mars     | HS138    | Slovénie- Lovro Kos - Žiga Jelar - Timi Zajc - Anže Lanišek                                 | Norvège- Johann André Forfang - Kristoffer Eriksen Sundal - Marius Lindvik - Halvor Egner Granerud | Autriche- Daniel Tschofenig - Michael Hayböck - Jan Hörl - Stefan Kraft                      |

### Équipe - Tremplin Normal
La 1re édition a lieu en 2001, n'a pas lieu en 2003, revient au programme en 2005, ne se tient pas en 2007 et 2009 et revient en 2011.
| Edition | Lieu       | Date       | Tremplin | Médaille d'or, monde                                                                             | Médaille d'argent, monde                                                     | Médaille de bronze, monde                                                       |
| 2001    | Lahti      | 25 février | K90      | Autriche- Wolfgang Loitzl - Andreas Goldberger - Stefan Horngacher - Martin Höllwarth            | Finlande- Matti Hautamäki - Risto Jussilainen - Ville Kantee - Janne Ahonen  | Allemagne- Sven Hannawald - Michael Uhrmann - Alexander Herr - Martin Schmitt   |
| 2005    | Oberstdorf | 20 février | HS100    | Autriche (2)- Wolfgang Loitzl (2) - Andreas Widhölzl - Thomas Morgenstern - Martin Höllwarth (2) | Allemagne- Michael Neumayer - Martin Schmitt - Michael Uhrmann - Georg Späth | Slovénie- Primož Peterka - Jure Bogataj - Rok Benkovič - Jernej Damjan          |
| 2011    | Oslo       | 27 février | HS106    | Autriche (3)- Gregor Schlierenzauer - Martin Koch - Andreas Kofler - Thomas Morgenstern (2)      | Norvège- Anders Jacobsen - Bjørn Einar Romøren - Anders Bardal - Tom Hilde   | Allemagne- Martin Schmitt - Michael Neumayer - Michael Uhrmann - Severin Freund |

## Femmes

### Individuel - Tremplin Normal
| Edition | Lieu          | Date       | Tremplin | Médaille d'or, monde | Médaille d'argent, monde | Médaille de bronze, monde  |
| 2009    | Liberec       | 20 février | HS100    | Lindsey Van          | Ulrike Gräßler           | Anette Sagen               |
| 2011    | Oslo          | 25 février | HS106    | Daniela Iraschko     | Elena Runggaldier        | Coline Mattel              |
| 2013    | Val di Fiemme | 22 février | HS106    | Sarah Hendrickson    | Sara Takanashi           | Jacqueline Seifriedsberger |
| 2015    | Falun         | 20 février | HS100    | Carina Vogt          | Yūki Itō                 | Daniela Iraschko-Stolz     |
| 2017    | Lahti         | 24 février | HS100    | Carina Vogt (2)      | Yūki Itō                 | Sara Takanashi             |
| 2019    | Seefeld       | 27 février | HS109    | Maren Lundby         | Katharina Althaus        | Daniela Iraschko-Stolz     |
| 2021    | Oberstdorf    | 25 février | HS106    | Ema Klinec           | Maren Lundby             | Sara Takanashi             |
| 2023    | Planica       | 23 février | HS100    | Katharina Althaus    | Eva Pinkelnig            | Anna Odine Strøm           |

### Individuel - Grand Tremplin
| Edition | Lieu       | Date   | Tremplin | Médaille d'or, monde | Médaille d'argent, monde | Médaille de bronze, monde |
| 2021    | Oberstdorf | 3 mars | HS137    | Maren Lundby         | Sara Takanashi           | Nika Križnar              |
| 2023    | Planica    | 1 mars | HS138    | Alexandria Loutitt   | Maren Lundby             | Katharina Althaus         |

### Équipe - Tremplin Normal
| Edition | Lieu       | Date       | Tremplin | Médaille d'or, monde                                                              | Médaille d'argent, monde                                                                     | Médaille de bronze, monde                                                             |
| 2019    | Seefeld    | 26 février | HS109    | Allemagne- Juliane Seyfarth - Ramona Straub - Carina Vogt - Katharina Althaus     | Autriche- Eva Pinkelnig - Jacqueline Seifriedsberger - Chiara Hölzl - Daniela Iraschko-Stolz | Norvège- Anna Odine Strøm - Ingebjørg Saglien Bråten - Silje Opseth - Maren Lundby    |
| 2021    | Oberstdorf | 26 février | HS106    | Autriche- Daniela Iraschko-Stolz - Sophie Sorschag - Chiara Hölzl - Marita Kramer | Slovénie- Nika Križnar - Špela Rogelj - Urša Bogataj - Ema Klinec                            | Norvège- Silje Opseth - Anna Odine Strøm - Thea Minyan Bjørseth - Maren Lundby        |
| 2023    | Planica    | 25 février | HS100    | Allemagne- Anna Rupprecht - Luisa Görlich - Selina Freitag - Katharina Althaus    | Autriche- Chiara Kreuzer - Julia Mühlbacher - Jacqueline Seifriedsberger - Eva Pinkelnig     | Norvège- Maren Lundby - Eirin Maria Kvandal - Thea Minyan Bjørseth - Anna Odine Strøm |

## Mixte

### Équipe - Tremplin Normal
| Edition | Lieu          | Date       | Tremplin | Médaille d'or, monde                                                                      | Médaille d'argent, monde                                                                         | Médaille de bronze, monde                                                         |
| 2013    | Val di Fiemme | 24 février | HS106    | Japon- Yūki Itō - Daiki Itō - Sara Takanashi - Taku Takeuchi                              | Autriche- Chiara Hölzl - Thomas Morgenstern - Jacqueline Seifriedsberger - Gregor Schlierenzauer | Allemagne- Ulrike Gräßler - Richard Freitag - Carina Vogt - Severin Freund        |
| 2015    | Falun         | 22 février | HS100    | Allemagne- Carina Vogt - Richard Freitag - Katharina Althaus - Severin Freund             | Norvège- Line Jahr - Anders Bardal - Maren Lundby - Rune Velta                                   | Japon- Sara Takanashi - Noriaki Kasai - Yūki Itō - Taku Takeuchi                  |
| 2017    | Lahti         | 26 février | HS100    | Allemagne- Carina Vogt - Markus Eisenbichler - Svenja Würth - Andreas Wellinger           | Autriche- Daniela Iraschko-Stolz - Michael Hayböck - Jacqueline Seifriedsberger - Stefan Kraft   | Japon- Sara Takanashi - Taku Takeuchi - Yūki Itō - Daiki Itō                      |
| 2019    | Seefeld       | 2 mars     | HS109    | Allemagne- Katharina Althaus - Markus Eisenbichler - Juliane Seyfarth - Karl Geiger       | Autriche- Eva Pinkelnig - Philipp Aschenwald - Daniela Iraschko-Stolz - Stefan Kraft             | Norvège- Anna Odine Strøm - Robert Johansson - Maren Lundby - Andreas Stjernen    |
| 2021    | Oberstdorf    | 28 février | HS106    | Allemagne- Katharina Althaus (3) - Markus Eisenbichler (3) - Anna Rupprecht - Karl Geiger | Norvège- Silje Opseth - Robert Johansson - Maren Lundby - Halvor Egner Granerud                  | Autriche- Marita Kramer - Michael Hayböck - Daniela Iraschko-Stolz - Stefan Kraft |
| 2023    | Planica       | 26 février | HS100    | Allemagne- Selina Freitag - Karl Geiger - Katharina Althaus - Andreas Wellinger           | Norvège- Anna Odine Strøm - Johann André Forfang - Thea Minyan Bjørseth - Halvor Egner Granerud  | Slovénie- Nika Križnar - Timi Zajc - Ema Klinec - Anže Lanišek                    |

## Athlètes les plus titrés
En caractères gras, les sauteurs à ski actifs et le plus grand nombre de médailles parmi tous les sauteurs à ski (y compris ceux qui ne sont pas inclus dans ces tableaux) par type.

### Hommes

#### Tous types d'épreuves
| Rang | Athlète               | Pays      | De   | à    | Or | Argent | Bronze | Total |
| ---- | --------------------- | --------- | ---- | ---- | -- | ------ | ------ | ----- |
| 1    | Thomas Morgenstern    | Autriche  | 2005 | 2013 | 8  | 2      | 1      | 11    |
| 2    | Wolfgang Loitzl       | Autriche  | 2001 | 2013 | 7  | –      | 1      | 8     |
| 3    | Gregor Schlierenzauer | Autriche  | 2007 | 2017 | 6  | 5      | 1      | 12    |
| 4    | Markus Eisenbichler   | Allemagne | 2017 | 2021 | 6  | –      | 1      | 7     |
| 5    | Janne Ahonen          | Finlande  | 1995 | 2005 | 5  | 3      | 2      | 10    |
| 6    | Karl Geiger           | Allemagne | 2019 | 2022 | 5  | 2      | 2      | 9     |
| 7    | Matti Nykänen         | Finlande  | 1982 | 1989 | 5  | 1      | 3      | 9     |
| 8    | Martin Schmitt        | Allemagne | 1997 | 2011 | 4  | 3      | 3      | 10    |
| 9    | Ari-Pekka Nikkola     | Finlande  | 1987 | 1997 | 4  | 2      | 1      | 7     |
| 9    | Jari Puikkonen        | Finlande  | 1982 | 1989 | 4  | 2      | 1      | 7     |

#### Epreuves individuelles
| Rang | Athlète               | Pays                         | De   | à    | Or | Argent | Bronze | Total |
| ---- | --------------------- | ---------------------------- | ---- | ---- | -- | ------ | ------ | ----- |
| 1    | Adam Małysz           | Pologne                      | 2001 | 2011 | 4  | 1      | 1      | 6     |
| 2    | Birger Ruud           | Norvège                      | 1931 | 1939 | 3  | 1      | –      | 4     |
| 3    | Stefan Kraft          | Autriche                     | 2015 | 2021 | 3  | –      | 2      | 5     |
| 4    | Martin Schmitt        | Allemagne                    | 1999 | 2009 | 2  | 2      | –      | 4     |
| 5    | Jens Weißflog         | Allemagne de l'Est Allemagne | 1985 | 1993 | 2  | 1      | 2      | 5     |
| 6    | Masahiko Harada       | Japon                        | 1993 | 1999 | 2  | 1      | 1      | 4     |
| 7    | Janne Ahonen          | Finlande                     | 1997 | 2005 | 2  | –      | 2      | 4     |
| 8    | Piotr Żyła            | Pologne                      | 2017 | 2023 | 2  | –      | 1      | 3     |
| 9    | Hans-Georg Aschenbach | Allemagne de l'Est           | 1974 | 1974 | 2  | –      | –      | 2     |
| 9    | Gariy Napalkov        | Union soviétique             | 1970 | 1970 | 2  | –      | –      | 2     |
| 9    | Bjørn Wirkola         | Norvège                      | 1966 | 1966 | 2  | –      | –      | 2     |

### Femmes

#### Tous types d'épreuves
| Rang | Athlète                | Pays      | De   | à    | Or | Argent | Bronze | Total |
| ---- | ---------------------- | --------- | ---- | ---- | -- | ------ | ------ | ----- |
| 1    | Katharina Althaus      | Allemagne | 2015 | 2023 | 7  | 1      | 1      | 9     |
| 2    | Carina Vogt            | Allemagne | 2013 | 2019 | 5  | –      | 1      | 6     |
| 3    | Maren Lundby           | Norvège   | 2015 | 2023 | 2  | 4      | 4      | 10    |
| 4    | Daniela Iraschko-Stolz | Autriche  | 2011 | 2021 | 2  | 3      | 3      | 8     |
| 5    | Juliane Seyfarth       | Allemagne | 2019 | 2019 | 2  | –      | –      | 2     |
| 5    | Anna Rupprecht         | Allemagne | 2023 | 2023 | 2  | –      | –      | 2     |
| 5    | Selina Freitag         | Allemagne | 2023 | 2023 | 2  | –      | –      | 2     |
| 8    | Chiara Hölzl           | Autriche  | 2013 | 2023 | 1  | 3      | –      | 4     |
| 9    | Sara Takanashi         | Japon     | 2013 | 2021 | 1  | 2      | 4      | 7     |
| 10   | Yūki Itō               | Japon     | 2013 | 2017 | 1  | 2      | 2      | 5     |

#### Epreuves individuelles
| Rang | Athlète                | Pays       | De   | à    | Or | Argent | Bronze | Total |
| ---- | ---------------------- | ---------- | ---- | ---- | -- | ------ | ------ | ----- |
| 1    | Maren Lundby           | Norvège    | 2019 | 2023 | 2  | 2      | –      | 4     |
| 2    | Carina Vogt            | Allemagne  | 2015 | 2017 | 2  | –      | –      | 2     |
| 3    | Katharina Althaus      | Allemagne  | 2019 | 2023 | 1  | 1      | 1      | 3     |
| 4    | Daniela Iraschko-Stolz | Autriche   | 2011 | 2019 | 1  | –      | 2      | 3     |
| 5    | Sarah Hendrickson      | États-Unis | 2013 | 2013 | 1  | –      | –      | 1     |
| 5    | Ema Klinec             | Slovénie   | 2021 | 2021 | 1  | –      | –      | 1     |
| 5    | Lindsey Van            | États-Unis | 2009 | 2009 | 1  | –      | –      | 1     |
| 5    | Alexandria Loutitt     | Canada     | 2023 | 2023 | 1  | –      | –      | 1     |
| 9    | Sara Takanashi         | Japon      | 2013 | 2021 | –  | 2      | 2      | 4     |
| 10   | Yūki Itō               | Japon      | 2015 | 2017 | –  | 2      | –      | 2     |

## References
- Sports123.com